# Žerovniščica
Žerovniščica je pritok potoka Stržen, ki teče po Cerkniškem polju in polni Cerkniško jezero. Potok je dobil ime po naselju Žerovnica. V izvir priteka voda, ki ponikne na Bloški planoti in skozi podzemlje Križne jame in Veselove jame. Dva večja pritoka Žerovniščice sta Grahovščica in Martinjščica.
Žirovniščica je bogata z vodo, zaradi česar so v preteklosti gradili mline na vodni pogon. Vodo so zajezili in jo po jezu in žlebu speljali do vsakega kolesa posebej. Nedaleč od vhoda v Veselovo jamo stoji Veselov mlin in žaga z jezom.